# Pot de détente
 (juillet 2021).
Si vous disposez d'ouvrages ou d'articles de référence ou si vous connaissez des sites web de qualité traitant du thème abordé ici, merci de compléter l'article en donnant les références utiles à sa vérifiabilité et en les liant à la section « Notes et références ».
Un pot de détente, ou pot intermédiaire, est présent dans toutes les lignes d'échappement des véhicules automobiles munis de moteur à explosion, il sert à détendre les gaz d'échappement afin d'en abaisser la température, de stabiliser la pression et aussi à diminuer le bruit produit. Il est le plus souvent accompagné d'un silencieux terminal composé de chambres et de chicanes qui sont autant de résonateurs qui vont s'attaquer chacune à une plage de fréquences. Le but étant de déplacer le bruit vers les fréquences graves, moins dérangeantes.
L'appellation « pot de détente » pour les moteurs à deux temps peut être considéré comme un abus de langage. Il conviendrait plutôt de parler de résonateur ou de pot accordé. Il est nécessaire au bon rendement du moteur en améliorant considérablement le remplissage du cylindre et en ne laissant pas s'échapper une partie de la charge de gaz frais. En monte d'origine, il est commun sur les 2 roues hormis les cyclomoteurs , scooter, etc qui n'offrent pas suffisamment de place pour cette partie de la motorisation.

## Fonctionnement
La puissance d'un moteur dépend pour beaucoup du bon remplissage du cylindre en gaz frais et de son taux de compression.

## Objectifs

### Moteur à quatre temps
Pour un moteur à quatre temps, le pot de détente a essentiellement pour rôle de stabiliser la pression à la sortie du collecteur d'échappement, afin d’homogénéiser la pression à la sortie de chaque cylindre, afin de réduire et stabiliser le bruit avant d'entrer dans le circuit d’échappement.

### Moteur à deux temps
Pour un moteur deux temps, le pot de détente a deux rôles :
- faciliter la sortie des gaz brûlés hors du cylindre en créant une forte dépression, favorisant la remontée des gaz frais dans le cylindre[1] ;
- créer une contrepression entre la fermeture des transferts et celle de l'échappement pour éviter aux gaz frais de sortir par la lumière d'échappement encore ouverte, améliorant ainsi la puissance et le rendement[1].

L’inconvénient de ce type de moteur est que la phase transfert des gaz s'effectue avec la lumière d'échappement ouverte par laquelle les gaz frais peuvent s'échapper avec les gaz brûlés. Cet inconvénient est résolu sur les gros moteurs Diesel deux temps qui n'utilise pas de lumière de transfert mais une pré-compression des gaz avant injection dans le cylindre (l'utilisation d'injection direct de carburant permet d’éviter tout autoallumage spontané).
Sur l'animation ci-dessus un moteur de Kart où des >> se déplacent pour visualiser les mouvements des ondes de pression et dépression circulant dans le pot à la vitesse du son.
Si l'onde de pression (due à la pression sortant brutalement à l'ouverture de la lumière d'échappement) rencontre un changement de section s'élargissant, elle renverra en arrière une onde de dépression. Si elle rencontre une diminution de section elle renverra une onde de pression. Lors d'un cycle en accord, l'onde parcourt un aller et retour du pot pendant que la lumière d'échappement est ouverte.
Pour les cyclomoteurs, on parle souvent de pot de détente par opposition au pot d'origine qui n'a pas de corps bombé et qui a un silencieux dit « à chicane » car le bruit de la combustion est amorti par de multiples cloisons qui forment des chicanes pour les gaz d'échappement. Ce système a pour principal défaut de limiter le régime maximal du moteur en ne permettant pas un grand débit de gaz. Ce système garde normalement ses propriétés antibruit tout au long de sa vie.

#### Description
Un pot de détente est composé de cinq parties : 
- le coude,
- le divergent et le convergent,
- le tube de fuite et le silencieux.

Tout l'effet du pot de détente repose sur la forme du corps. Celui-ci avec sa forme d'amphore entre en résonance sonore, à un certain régime, avec les ondes produite par les combustions, phénomène qui envoie une onde résiduelle de la combustion en retour dans le pot jusqu'au cylindre. Ce retour d'onde a pour effet de refouler les gaz frais sortant par la lumière d'échappement, vers la chambre de combustion, augmentant ainsi le remplissage du cylindre et donc la puissance. C'est pour cela qu'un pot de détente a un effet ressenti principalement à certains régimes moteur car suivant sa forme et sa longueur, l'onde sera  réfléchie plus ou moins rapidement et il n'y aura qu'à certains régimes que la résonance sera maximale. En règle générale : les pots de détente plus courts privilégient les hauts régimes (fréquence élevée), tandis que les pots plus longs privilégient les plus bas régimes, donc l'accélération. 
SilencieuxLe silencieux est généralement constitué d'un tube percé de toutes parts et entouré de laine de roche. Dans les moteurs deux temps qui rejettent beaucoup de résidus et imbrûlés, la laine de roche s'encrasse très vite et devient donc relativement peu efficace, il faut donc la changer souvent pour limiter le bruit produit. Ce système est incompatible avec les nouvelles normes européennes de pollution, aucune catalyse n'y est possible.